# 埃斯曼 (貝雷扎市鎮)
埃斯曼（烏克蘭語：Есмань），是烏克蘭東北部蘇梅州紹斯特卡區貝雷扎市鎮内的乡村居民点。處於亞尼夫卡河畔，毗鄰亚尼夫卡，海拔高度196米，2001年人口50。